# Christian II de Birkenfeld-Bischweiler
Pour les articles homonymes, voir Christian II.
Christian II de Birkenfeld-Bischweiler, né au Château de Tiefenthal à Bischwiller le 22 juin 1637 et mort à Birkenfeld le 26 avril 1717 est duc de Palatinat-Deux-Ponts, comte palatin de Birkenfeld-Bischweiler de 1654 à 1717, et comte palatin de Birkenfeld de 1671 à 1717.

## Biographie
Il est le fils de Christian Ier de Birkenfeld-Bischweiler et de Madeleine-Catherine de Palatinat-Deux-Ponts.
Christian II de Birkenfeld-Bischweiler épouse à Ribeauvillé en 1667 Catherine-Agathe de Ribeaupierre (1648-1683), fille de Jean-Jacques de Ribeaupierre et Anne-Claude de Salm-Kyrbourg. Son épouse lui apporte en dot, lors de son mariage, les seigneuries de Hohenack et de Geroldseck. En 1673, il entre en possession du comté de Ribeaupierre puis achète la seigneurie de Bergheim et reçoit en héritage le comté de la Petite-Pierre. En 1686, il transfère la commémoration de la fête de la confrérie des ménétriers dite des Fifres, de Ribeauvillé à Bischwiller.
Christian II et Catherine-Agathe ont eu pour enfants :
- Madeleine de Birkenfeld-Bischweiler, en 1689 elle épouse Philippe-Reinhard de Hanau-Münzenberg ;
- Louis de Birkenfeld-Bischweiler (1669-1670) ;
- Élisabeth de Birkenfeld-Bischweiler (1671-1672) ;
- Christine de Birkenfeld-Bischweiler (1671-1673) ;
- Charlotte de Birkenfeld-Bischweiler (1672-1672) ;
- Christian III de Deux-Ponts-Birkenfeld ;
- Louise de Birkenfeld-Bischweiler (1678-1753), en 1700 elle épouse Frédéric-Antoine-Ulrich de Waldeck-Pyrmont.